# 젤리피쉬 (영화)
젤리피쉬(영어: Jellyfish)는 2007년에 개봉한 이스라엘의 독립영화이다.

## 한국판 성우진(KBS)
- 오길경 - 바이타(사라 애들러)
- 박지윤 - 케렌(노아 크놀러)
- 최하나 - 갈리아(라닛 벤-야코프)
- 정현경 - 사진사
- 박영재 - 미카엘(제라 샌들러)
- 최문자 - 시인(브루리아 알벡)
- 오인실 - 조이(마-네니타 드 라토르)
- 김정희 - 마르카(자하리라 하리파이)
- 유해무 - 엘다드(아씨 다얀)
- 안경진 - 닐리(미리 파비앙)
- 김소형 - 안테비
- 홍진욱 - 메나흠(샬롬 쉬무엘로브)
- 유호한 - 매니저(에트가 게렛)
- 방우호 - 아미르(조나단 구르핀켈)